# (150642) 2001 CZ31
(150642) 2001 CZ31 est un objet transneptunien de la famille des cubewanos.

## Caractéristiques
2001 CZ31 mesure environ 319 km de diamètre.

## Orbite
L'orbite de 2001 CZ31 possède un demi-grand axe de 45,125 ua et une période orbitale d'environ 303 ans. Son périhélie l'amène à 39,836 ua du Soleil et son aphélie l'en éloigne de 50,414 ua. Il s'agit d'un cubewano.

## Découverte
2001 CZ31 a été découvert le 3 février 2001.